# Christine Botlogetswe
Christine Botlogetswe (sinh ngày 1 tháng 10 năm 1995) là một vận động viên chạy nước rút từ Botswana, người thi đấu chủ yếu trong 400 mét. Cô đã tham dự Thế vận hội 2016, chạy 52,37 không đủ điều kiện trong vòng đầu tiên. Cô chạy đến Câu lạc bộ điền kinh Orapa và được huấn luyện bởi Justice Dipeba,, người cũng huấn luyện Isaac Makwala, người đàn ông nhanh thứ bảy trong lịch sử.

## Cuộc thi quốc tế
| Năm                   | Giải đấu                     | Địa điểm                           | Thứ hạng              | Nội dung              | Chú thích             |
| Representing Botswana | Representing Botswana        | Representing Botswana              | Representing Botswana | Representing Botswana | Representing Botswana |
| --------------------- | ---------------------------- | ---------------------------------- | --------------------- | --------------------- | --------------------- |
| 2011                  | African Junior Championships | Gaborone, Botswana                 | 8th                   | 400 m                 | 55.87                 |
| 2011                  | African Junior Championships | Gaborone, Botswana                 | 4th                   | 4 × 400 m relay       | 3:48.71               |
| 2011                  | World Youth Championships    | Lille, France                      | 41st (h)              | 400 m                 | 59.13                 |
| 2012                  | World Junior Championships   | Barcelona, Spain                   | 30th (h)              | 400 m                 | 55.26                 |
| 2013                  | African Junior Championships | Bambous, Mauritius                 | 6th                   | 400 m                 | 56.72                 |
| 2014                  | African Championships        | Marrakech, Morocco                 | 29th (h)              | 200 m                 | 25.75                 |
| 2014                  | African Championships        | Marrakech, Morocco                 | 3rd                   | 4 × 400 m relay       | 3:40.28               |
| 2015                  | IAAF World Relays            | Nassau, Bahamas                    | 5th (B)               | 4 × 400 m relay       | 3:35.76               |
| 2015                  | African Games                | Brazzaville, Republic of the Congo | 15th (sf)             | 400 m                 | 54.32                 |
| 2015                  | African Games                | Brazzaville, Republic of the Congo | 2nd                   | 4 × 400 m relay       | 3:32.84               |
| 2016                  | African Championships        | Durban, South Africa               | 6th                   | 400 m                 | 53.31                 |
| 2016                  | African Championships        | Durban, South Africa               | 4th                   | 4 × 400 m relay       | 3:31.54               |
| 2016                  | Olympic Games                | Rio de Janeiro, Brazil             | 30th (h)              | 400 m                 | 52.37                 |
| 2017                  | IAAF World Relays            | Nassau, Bahamas                    | 6th                   | 4 × 400 m relay       | 3:30.13               |
| 2017                  | World Championships          | London, United Kingdom             | 43rd (h)              | 400 m                 | 53.50                 |
| 2017                  | World Championships          | London, United Kingdom             | 7th                   | 4 × 400 m relay       | 3:28.00               |
| 2018                  | Commonwealth Games           | Gold Coast, Australia              | 4th                   | 400 m                 | 51.17                 |
| 2018                  | Commonwealth Games           | Gold Coast, Australia              | 3rd                   | 4 × 400 m relay       | 3:26.86               |
| 2018                  | African Championships        | Asaba, Nigeria                     | 2nd                   | 400 m                 | 51.19                 |

## Thành tích cá nhân tốt nhất
Ngoài trời
- 200 mét - 25,75 (+0,2 m/s, Marrakesh 2014)
- 400 mét - 51,17 (Bờ biển vàng 2018)